# Ölzijt, Dundgobi
Ölzijt (mongoliska: Өлзийт Сум, Өлзийт) är ett distrikt i Mongoliet.   Det ligger i provinsen Dundgobi, i den centrala delen av landet, 300 km söder om huvudstaden Ulaanbaatar.